# Sophie Wilmès
Sophie Wilmès (Ixelles, 15 de gener de 1975) és una política belga francòfona. Membre del partit Mouvement Réformateur (MR), va ser primera ministra de Bèlgica en funcions d'ençà de l'octubre de 2019 fins a l'1 d'octubre del 2020 i viceprimera ministra i alhora ministra d'Afers exteriors del govern que Alexander De Croo va encapçalar entre 2020 i 2024.
Va debutar en política amb 25 anys, a les eleccions municipals de l'any 2000 al districte d'Uccle. Va compaginar el càrrec amb la seva feina a la Comissió Europea, que consistia en la gestió financera de programes de cooperació amb Àsia.
El 2007 es va convertir en regidora primera de Rhode-Saint-Genèse. El 2014 va ser diputada federal i, poc després Charles Michel, la va anomenar ministra de pressupost en substitució d'Hervé Jamar, que abandonava el càrrec per ser governador de la província de Liège. El 2018 també va assumir les carteres de Política Científica i de Funció Pública.

## Primera ministra
El 27 d'octubre de 2019, arrel de la renúncia de Charles Michel del Mouvement Réformateur (MR) com a primer ministre per ocupar la presidència del Consell Europeu, va esdevenir la primera ministra en funcions del govern belga, convertint-se així en la primera dona en ocupar aquest càrrec. L'executiu en funcions només tenia 38 diputats dels 150 existents al parlament belga.
Degut a la crisi ocasionada per la pandèmia de la COVID-19, al març de 2020 el rei Felip de Bèlgica li va encomanar la formació de govern. El parlament federal li va donar suport per 84 vots a favor i 44 en contra, tot i que només de forma provisional per fer front a la crisi. Al maig de 2020, quan va anar a visitar un hospital, el personal sanitari que l'havia de rebre li va girar l'esquena com a signe de protesta, per reclamar una revalorització de la seva feina i perquè Bèlgica estava experimentant una de les taxes de mortalitat per coronavirus més alta del món.